# 艾拉克
艾拉克（Ellac，？—454年）是一位匈人君主，他是阿提拉的长子，邓吉西克的哥哥，其名字可能来源于突厥语“ellig”，意思是“统治者”。
在阿提拉死后继位，在位期间各异族附庸纷纷反叛，454年，艾拉克在潘诺尼亚平原与日耳曼叛军交战大敗陣亡，邓吉西克继位。
| 前任： 阿提拉 | 匈人君主 453年–454年 | 繼任： 邓吉西克 |